# 马斯特霍恩
马斯特霍恩是德国莱茵兰-普法尔茨州的一个市镇。总面积4.54平方公里，总人口63人，其中男性27人，女性36人（2011年12月31日），人口密度14人/平方公里。